# Friedrich Kümmel
Friedrich Kümmel (* 18. Juni 1896; † nach 1953) war ein deutscher Politiker (LDP). Er war von 1946 bis 1950 Landtagsabgeordneter in Sachsen-Anhalt. 1953 floh er nach West-Berlin.

## Leben
Kümmel war Buchdruckmeister. Von 1914 bis 1918 kämpfte er im Ersten Weltkrieg. Zur Zeit der Weimarer Republik gründete er in Quedlinburg eine Zeitung; diese wurde aber 1935 durch die Nationalsozialisten geschlossen. Nach dem Zweiten Weltkrieg, an dem er zwischen 1941 und 1945 teilnahm, trat er der LDP bei. Er war Vorsitzender der LDP im Kreis Quedlinburg sowie Mitglied des Kreistags und der Stadtverordnetenversammlung von Quedlinburg. Bei der Landtagswahl in Sachsen-Anhalt 1946 wurde er in den Landtag gewählt. Diesem gehörte er bis zu seiner Mandatsniederlegung am 4. September 1950 an. Am 6. September 1950 wurde er im Rahmen der Gleichschaltung aus der LDP ausgeschlossen. Im März 1953 floh er in den West-Berliner Stadtteil Frohnau.